# Ахмед Адемовић
Ахмед Адемовић или Амет Аметовић (Лесковац, 1871 — Лесковац, 1963) био је српски војни трубач ромског порекла, учесник Балканских ратова, као и Првог светског рата. Носилац је војничког ордена Карађорђеве звезде са мачевима, као и још неколико одликовања и признања.

## Биографија
Служио је као трубач у српској војсци. Током Кумановске битке 24. октобра 1912. године, у тренутку када се она, како ће се испоставити, ломила. Амет се ушуњао у позадину турске војске ставивши фес и обуквши кафтан мртвог турског војника и одсвирао, по слуху, њихове трубне знаке за повлачење. Збуњена турска војска која је у том тренутку била у силовитом налету, почела је да се повлачи. Онда је опет, неопажен, прешао назад, међу српске трупе и одсвирао сигнал за јуриш. Његов подвиг је био један од кључних фактора за српску победу у овој бици. Овај Аметов подухват се изучавао и на војним академијама. Српска војска је нанела Турцима пораз и отворила пут за надирање долином Вардара.
Управо за овај подвиг, Амет је одликован Карађорђевом звездом са мачевима. Његов подвиг који је био толико прост и једноставан завршио је у уџбеницима на француским и руским војним академијама као позитиван пример лукавства обичног војника. Амет је одликован за заслуге указом краља Петра I бр.11123 из 1915. године када је орден установљен управо под именом Амет, док се Ахмед нигде у указу не помиње. Такође, у насељу Подврце у Лесковцу где је живео не постоји породица Адемовић, али постоји породица Аметовић и гроб који је пронашао Владимир Амзић урастао у корв и траву такође садржи другу верзију имена и презимена, а не Ахмед Адемовић.
Поред Аметовића, златну Карађорђеву звезду са мачевима добила су још двојица трубача, Рома из лесковачког краја: каплар Амет Иде Аметовић, бомбаш српске војске из Лесковца и Рустем Сејдић из Бојника, прадеда познатог трубача Фејата Сејдића.
Амет Аметовић се поносио својим подвигом и Карађорђевом звездом толико да одликовање није скидао до краја живота. Мештани Лесковца памтили су и поштовали његово херојство. У свакој прилици и обележавању годишњица Амет је добијао почасна места и сви су му указивали велику пажњу.
Међутим старина није имао среће да до краја свог живота ужива у својим заслугама и часном животу. Током Другог светског рата Немци су стрељали двојицу његових синова, Реџу и Раму. Сам се спасио стрељања, јер је немачки официр који је био задужен за његову групу приметио орден од кога се Амет никада није одвајао и пустио га је да иде кући.
Последње године живота Амет је провео у беди, код своје унуке Фадиле. Умро је децембра 1963. године у својој 92. години.